# Каполеї (Гаваї)
Каполеї (англ. Kapolei) — переписна місцевість (CDP) в США, в окрузі Гонолулу штату Гаваї. Населення — 21 411 особа (2020).

## Географія
Каполеї розташоване за координатами 21°20′25″ пн. ш. 158°3′59″ зх. д. / 21.34028° пн. ш. 158.06639° зх. д. (21.340310, -158.066470).  За даними Бюро перепису населення США в 2010 році переписна місцевість мала площу 10,72 км², уся площа — суходіл.

## Демографія
Згідно з переписом 2010 року, у переписній місцевості мешкало 15 186 осіб у 4150 домогосподарствах у складі 3589 родин. Густота населення становила 1417 осіб/км².  Було 4343 помешкання (405/км²).
Расовий склад населення:
| - 34,4 % — азіатів - 14,6 % — вихідців з тихоокеанських островів - 13,0 % — білих - 1,8 % — чорних або афроамериканців - 0,2 % — корінних американців - 1,0 % — осіб інших рас |

До двох чи більше рас належало 35,1 %. Частка іспаномовних становила 11,2 % від усіх жителів.
За віковим діапазоном населення розподілялося таким чином: 31,2 % — особи молодші 18 років, 62,4 % — особи у віці 18—64 років, 6,4 % — особи у віці 65 років та старші. Медіана віку мешканця становила 31,6 року. На 100 осіб жіночої статі у переписній місцевості припадало 98,9 чоловіків;  на 100 жінок у віці від 18 років та старших — 94,7 чоловіків також старших 18 років.
Середній дохід на одне домашнє господарство  становив 99 786 доларів США (медіана — 91 706), а середній дохід на одну сім'ю — 104 291 долар (медіана — 98 243). Медіана доходів становила 61 226 доларів для чоловіків та 37 368 доларів для жінок. За межею бідності перебувало 4,0 % осіб, у тому числі 3,5 % дітей у віці до 18 років та 6,3 % осіб у віці 65 років та старших.
Цивільне працевлаштоване населення становило 9154 особи. Основні галузі зайнятості: освіта, охорона здоров'я та соціальна допомога — 20,4 %, публічна адміністрація — 14,5 %, мистецтво, розваги та відпочинок — 12,8 %.